# في قطر 2019
الأحداث في سنة 2019 في قطر.

## شاغلي المناصب
- الأمير: الشيخ تميم بن حمد آل ثاني

## الأحداث
الأزمة الدبلوماسية القطرية مستمرة

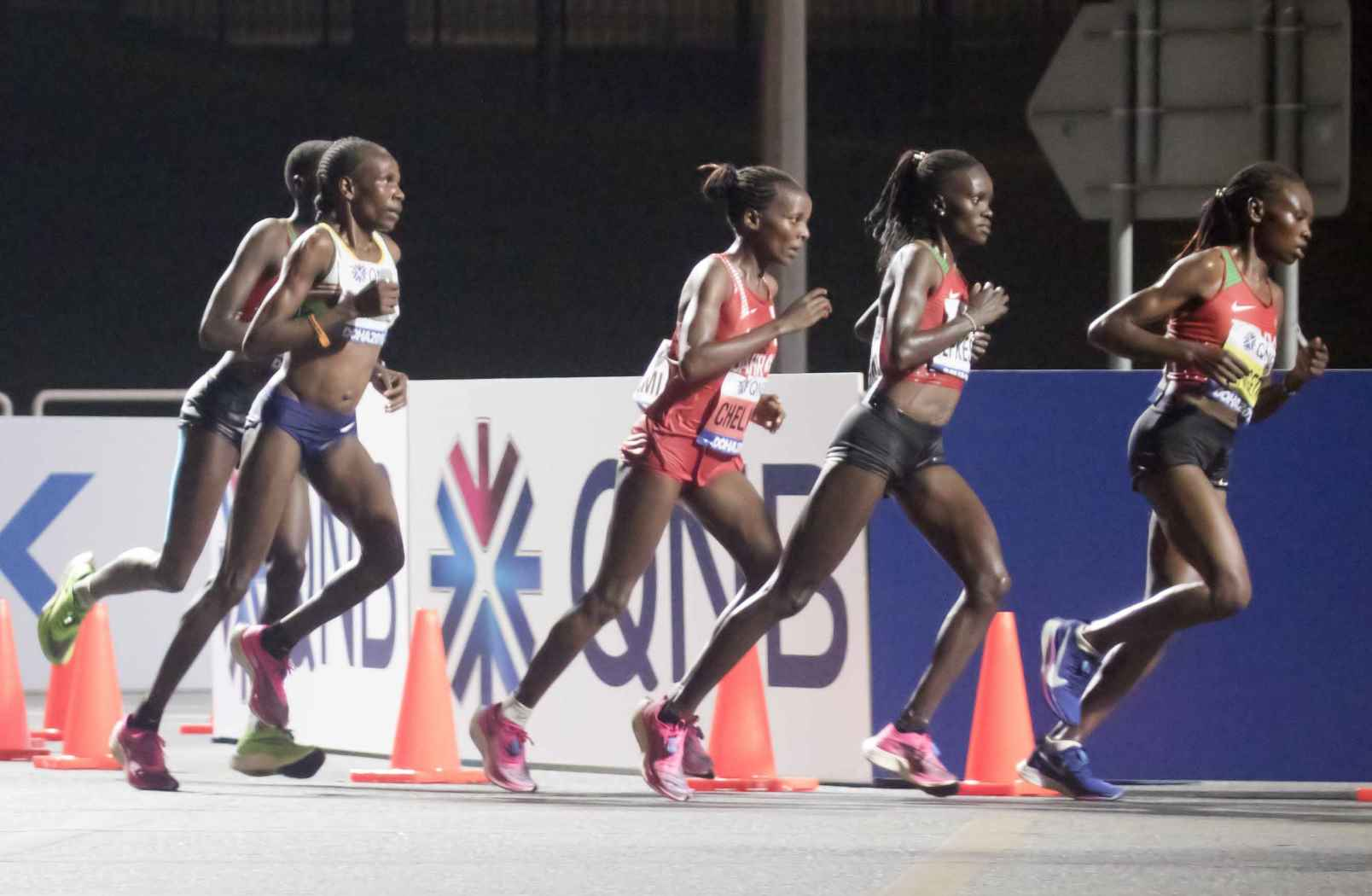
المجموعة الرائدة في سباق الماراثون للسيدات في بطولة العالم لألعاب القوى 2019.

- 16 أبريل – الانتخابات البلدية القطرية 2019.[1]
- 27 سبتمبر إلى 6 أكتوبر - أقيمت بطولة العالم لألعاب القوى 2019 في الدوحة.
- من 12 إلى 16 أكتوبر – أقيمت دورة ألعاب الشاطئ العالمية 2019 في الدوحة.[2]

## وفيات
- 2 يونيو – محمود صوفي (مواليد 1971) لاعب كرة قدم.[3]